# Pianotolli-Caldarello
Pianotolli-Caldarello (Corsicaans: Pianottuli è Caldareddu) is een gemeente in het Franse departement Corse-du-Sud (regio Corsica). De gemeente telde 800 inwoners op 1 januari 2022.

## Geografie
De oppervlakte van Pianotolli-Caldarello bedroeg op 1 januari 2022 42,78 vierkante kilometer; de bevolkingsdichtheid was toen 18,7 inwoners per km².
De onderstaande kaart toont de ligging van Pianotolli-Caldarello met de belangrijkste infrastructuur en aangrenzende gemeenten.

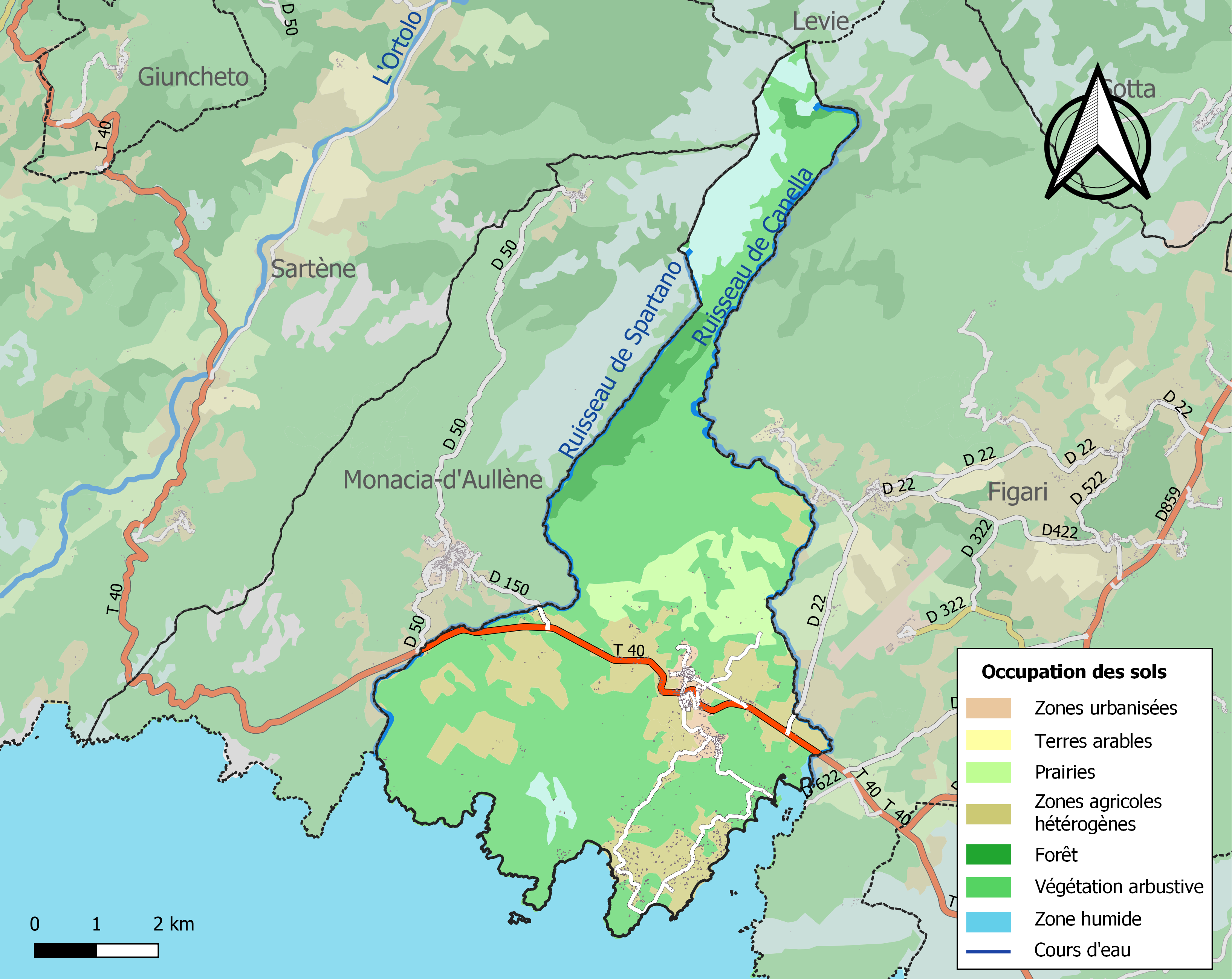

## Demografie
Onderstaande figuur toont het verloop van het inwonertal.
Vanwege een beveiligingsprobleem met de MediaWiki Graph-software is het momenteel niet mogelijk deze grafiek weer te geven. Zodra de software is bijgewerkt zal de grafiek vanzelf weer zichtbaar worden.